# Louise Erdrich
Louise Erdrich (nascida Karen Louise Erdrich, Little Falls, 7 de Junho de 1954) é uma escritora ojíbua de romances, poesia e literatura infantil com personagens e ambientes dos povos nativos dos Estados Unidos. É membro inscrito do Turtle Mountain Band of Chippewa Indians, um grupo de Anishinaabe (também conhecido por Ojibwe e Chippewa).
Erdrich é grandemente aclamada como uma das mais importantes escritoras da segunda vaga do Renascimento dos povos nativos dos Estados Unidos. Em 2009, o seu romance The Plague of Doves foi finalista do Prémio Pulitzer de Ficção, tendo também recebido o Prémio Anisfield-Wolf Book. Em Novembro de 2012, recebeu o National Book Award for Fiction pelo seu romance The Round House. Irá ser agraciada com o Library of Congress Prize for American Fiction no National Book Festival em Setembro de 2015. Foi casada com o escritor Michael Dorris e os dois colaboraram num número de trabalhos.
É também proprietária da Birchbark Books, uma pequena livraria independente em Minneapolis especializada em literatura dos povos nativos dos Estados Unidos e na comunidade nativa das Twin Cities.

## Início de vida e vida pessoal
Erdrich nasceu em Little Falls, Minnesota, a primeira de sete crianças de Ralph Erdrich, um americano de origem alemã, e a sua esposa Rita (nascida Gourneau), meia americana de origem francesa e meia Obíjua. Ambos os pais ensinaram numa escola interna em Wahpeton, North Dakota, estabelecido pelo Bureau of Indian Affairs, e o seu avô maternal, Patrick Gourneau, foi o presidente tribal do Turtle Mountain Band of Chippewa Indians durante muitos anos. Quando Erdrich era criança, o seu pai pagava-lhe um níquel por cada história que ela escrevia. A sua irmã Heidi é uma poetisa que vive também no Minnesota e publica sob o nome de Heid E. Erdrich. Outra irmã, Lise Erdrich, escreve literatura infantil e colectâneas de ficção e ensaios.
Erdrich frequentou Dartmouth College de 1972 a 1976 como parte da sua primeira turma mista, tendo obtido um Bachelor of Arts em Inglês. Lá conheceu o futuro marido, o antropólogo e escritor Michael Dorris, na altura director do novo programa de Estudos dos Povos Nativos dos Estados Unidos. Erdrich obteve um Master of Arts nos Seminários de Escrita na Universidade Johns Hopkins em 1979.
Erdrich casou-se Michael Dorris em 1981 e criaram três crianças adoptadas e três filhos biológicos até à sua separação em 1995 e o suicídio de Dorris em 1997. Erdrich vive no Minnesota.
Regressou a Dartmouth em 2009 para receber um Doutoramento de Letras honorário e fazer o discurso de formatura.
Erdrich e as suas duas irmãs têm organizado formações para escritores na Reserva Índia de Turtle Mountain no Dakota do Norte.
Erdrich sobreviveu a um cancro da mama em fase inicial.

## Carreira
A sua herança de ambos os pais é uma influência na sua vida e proeminente no seu trabalho.
Em 1979 escreveu "The World's Greatest Fisherman", um conto sobre June Kashpaw, uma mulher Obíjua divorciada que a morte por hipotermia trouxe os seus familiares a uma reserva ficcional no Dakota do Norte para o seu funeral. Venceu o Prémio Nelson Algren Short Fiction e tornou-se o primeiro capítulo do seu romance de estreia, Love Medicine, publicado por Holt, Rinehart, and Winston em 1984.
Love Medicine venceu o prémio de 1984 National Book Critics Circle Award. Foi também destacado no National Advanced Placement Test for Literature. Erdrich continuou Love Medicine com The Beet Queen (1986), que continuou a sua técnica de usar múltiplos narradores e expandiu o universo ficcional da reserva  de Love Medicine de forma a incluir a cidade vizinha de Argus, Dakota do Norte. A acção do romance passa-se maioritariamente antes da II Guerra Mundial.  Leslie Marmon Silko  acusou The Beet Queen  de Erdrich de estar mais preocupado com a técnica pós-moderna do que com as lutas políticas dos povos nativos dos Estados Unidos.
Tracks (1988) volta ao início do século XX na formação da reserva e introduz a figura trickster de Nanapush, que tem  uma dívida a Nanabozho. Tracks mostra os primeiros confrontos entre os modos tradicionais e a Igreja Católica Romana. The Bingo Palace (1994), passa-se nos anos 1980, descrevendo os efeitos de um casino e uma fábrica na comunidade de uma reserva.  Tales of Burning Love (1997) termina a história da Irmã Leopolda, uma personagem recorrente nos livros anteriores, e introduz um novo ambiente para os brancos no universo da reserva.
The Antelope Wife (1998), o primeiro romance de Erdrich depois do seu divórcio de Dorris, foi o primeiro dos seus romances a passar-se fora da continuidade dos livros anteriores. Mais tarde voltou à reserva e cidades vizinhas, e publicou cinco romances desde 1998 lidando com eventos naquela área ficcional. Entre estes estão The Last Report on the Miracles at Little No Horse (2001) e The Master Butchers Singing Club (2003), um mistério macabro que usa novamente a herança de Erdrich dos povos nativos dos Estados Unidos e americana de origem alemã. Ambos os romances têm ligações geográficas e nas personagens a The Beet Queen. Em 2009, o romance de Erdrich The Plague of Doves foi finalista do Prémio Pulitzer de Ficção. A narrativa foca-se no linchamento histórico de quatro pessoas nativas dos Estados Unidos acusadas erradamente do assassínio de uma família caucasiana, e os efeitos desta injustiça nas gerações actuais.
As interligações complexas entre as séries de romances de Erdrich têm levado a comparações com os romances Yoknapatawpha  de William Faulkner. Tal como Faulkner, os romances sucessivos de Erdrich criaram múltiplas narrativas na mesma área ficcional e combinaram a tapeçaria de história local com os temas correntes e a consciência moderna.

## Birchbark Books
A livraria dinamiza leituras e outros eventos, incluindo a apresentação de cada nova obra de Erdrich bem como as  obras e carreiras de outros escritores, particularmente escritores locais Nativos. Erdrich e os seus empregados consideram que a Birchbark Books é uma “livraria de ensino”. Em adição aos livros, a loja vende arte Nativa e medicinas tradicionais, e jóias Nativas. Uma editora pequena sem fins lucratios fundada por Erdrich e a sua irmã, Wiigwaas Press, é afiliada com a loja.

## Prémios
- 1983 Pushcart Prize em Poesia
- 1984 National Book Critics Circle Award for Fiction, com Love Medicine[13]
- 1985 Guggenheim Fellowship em Artes Criativas[20]
- 1987 O. Henry Award, pelo conto "Fleur" (publicado na Esquire, Agosto de 1986)[21]
- 1999 World Fantasy Award, por The Antelope Wife[22]
- 2000 Prémio Lifetime Achievement Award do Native Writers' Circle of the Americas[23]
- 2005 Associate Poet Laureate of North Dakota
- 2006 Scott O'Dell Award for Historical Fiction, pelo livro infantil "The Game of Silence"[24]
- 2007 Doutoramento Honorário da Universidade do Dakota do Norte; recusado por Erdrich devido à sua oposição à mascote da universidade North Dakota Fighting Sioux[25]
- 2009 Doutoramento Honorário (Doutor das Letras) do Dartmouth College[26][27]
- 2009 Anisfield-Wolf Book Award, por Plague of Doves[28]
- 2012 National Book Award de Fiction por The Round House[29][30]
- 2013 Rough Rider Award
- 2014 Dayton Literary Peace Prize, Richard C. Holbrooke Distinguished Achievement Award[31]
- 2014 PEN/Saul Bellow Award for Achievement in American Fiction[32]
- 2015 Library of Congress Prize for American Fiction[5]

## Obras

### Romances
- Love Medicine (1984)
- A rainha da beterraba - no original The Beet Queen (1986)
- Tracks (1988)
- The Crown of Columbus [coescrito com Michael Dorris] (1991)
- The Bingo Palace (1994)
- Tales of Burning Love (1997)
- The Antelope Wife (1998)
- The Last Report on the Miracles at Little No Horse (2001)
- The Master Butchers Singing Club (2003)
- Four Souls (2004)
- The Painted Drum (2005)
- The Plague of Doves (Harper, 2008)
- Vida de sombras - no original Shadow Tag (Harper, 2010)
- A casa redonda - no original The Round House (2012)
- LaRose (2016)
- Future Home of the Living God (2017)

### Colectâneas de histórias
- The Red Convertible: Collected and New Stories 1978-2008 (2009)

### Literatura infantil
- Grandmother's Pigeon (1996)
- The Birchbark House (1999)
- The Range Eternal (2002)
- The Game of Silence (2005)
- The Porcupine Year (2008)
- Chickadee (2012)

### Poesia
- Jacklight (1984)
- Baptism of Desire (1989)
- Original Fire: Selected and New Poems (2003)

### Não-ficção
- Route Two [co-escrito com Michael Dorris] (1990)
- The Blue Jay's Dance: A Birthyear (1995)
- Books and Islands in Ojibwe Country (2003)

### Como editora or contributora
- The Broken Cord by Michael Dorris (Foreword) (1989)
- The Best American Short Stories 1993 (Editor, with Katrina Kenison) (1993)

### Entrevistas
- Conversations with Louise Erdrich and Michael Dorris, ed.  Allan Chavkin and Nancy Feyl Chavkin (Mississippi UP, 1994)
- Louise Erdrich, The Art of Fiction No. 208 Interview with Louise Erdrich by Lisa Halliday in The Paris Review

### Monografias
- Seema Kurup, Understanding Louise Erdrich (Columbia, SC: U of South Carolina P, 2015).
- Frances Washburn, Tracks on a Page: Louise Erdrich, Her Life and Works (Santa Barbara: Praeger, 2013).
- David Stirrup, Louise Erdrich (Manchester: Manchester UP, 2012)
- Peter Beidler and Gay Barton, A Reader's Guide to the Novels of Louise Erdrich (Columbia: Missouri UP, 2006)
- Connie A. Jacobs, The Novels of Louise Erdrich: Stories of Her People (Peter Lang, 2001)
- Lorena L. Stookey, Louise Erdrich: A Critical Companion (Westport: Greenwood, 1999)

### Colectâneas de ensaios
- Louise Erdrich: Critical Insights, ed. Jane Hafen (Ipswich, MA: Salem Press, 2012).
- Louise Erdrich, ed. Deborah L. Madsen (London: Continuum, 2011).
- The Chippewa Landscape of Louise Erdrich, ed. Allan Chavkin (Birmingham: Alabama UP, 1999).

### Guias de ensino
- Approaches To Teaching The Works Of Louise Erdrich, ed. Greg Sarris, Connie A. Jacobs and James Richard Giles (MLA, 2004)